# Weapons of Mass Migration
Weapons of Mass Migration: Forced Displacement, Coercion, and Foreign Policy (engl., deutsch: Massenmigrationswaffen: Vertreibung, Erpressung und Außenpolitik) ist ein 2010 veröffentlichtes politisches Sachbuch der US-amerikanischen Politikwissenschaftlerin Kelly Greenhill.
Sie beschreibt darin den strategischen, grenzübergreifenden Einsatz von absichtlich erzeugten oder manipulierten Flüchtlingsbewegungen, um in dem betroffenen Staat ohne die Zuhilfenahme von konventionellen militärischen Mitteln politische, soziale und wirtschaftliche Veränderungen zugunsten des anwendenden Staates herbeizuführen.
Der Buchtitel wurde als Analogie zu dem Begriff Weapons of Mass Destruction (Massenvernichtungswaffen) gewählt, um die katastrophalen Auswirkungen auf alle Beteiligten, insbesondere aber die betroffenen Migranten, zu verdeutlichen.

## Inhalt
Durch die strategische Steuerung von Migrationsbewegungen sollen Regierungen laut Greenhill zu Konzessionen bewegt werden. Sie spricht von gesteuerter Migration als einer „Waffe“, weil sie dazu verwendet werde, Staaten Schaden zuzufügen. Insbesondere Demokratien, die in besonderem Maße Rücksicht auf die öffentliche Meinung nehmen müssten, seien dafür verwundbar.
Wirkungsweise und Drohpotenzial der strategischen Migrationssteuerung durch Staaten werden im Buch anhand von Fallbeispielen aus der Geschichte wie der Mariel-Bootskrise, dem Verhalten der Europäischen Union zur Sanktionspolitik gegenüber Libyen und dem damaligen Diktator Muammar al-Gaddafi, oder der Politik von Konrad Adenauer beschrieben. Die Autorin analysiert dieses verbreitete, aber weitgehend unbekannte Mittel des staatlichen Zwangs dahingehend, in welchen Zusammenhängen, zu welchen Zeitpunkten, in welcher Quantität und wie erfolgreich es in der Vergangenheit eingesetzt wurde. Ferner werden die beteiligten Akteure hinsichtlich ihrer Motivation, ihres Aktivitätspotenzials und ihrer Durchsetzungskraft bei der Erzwingung von Veränderungen zu ihrem eigenen Vorteil eingeordnet.

## Rezensionen
- Gregor Schöllgen schreibt im März 2011 in einer Rezension in der FAZ, dass die Autorin „über die Dilemmata von Demokratien im Zeitalter der Globalisierung“ berichte.[1]
- Im Jahr 2011 wurde das Buch von der International Studies Association (ISA) als bestes Buch des Jahres 2011 ausgezeichnet.[3]
- Christopher Rudolph, American University, sieht in dem Werk einen soliden Beitrag zur „IR-(International Relations)Literatur“ bezüglich des in der Vergangenheit generell mit zu wenig Aufmerksamkeit bedachten Themenbereiches Migration.[4]
- Emanuela Paoletti, Journal of Refugee Studies, Oxford Journals, beschreibt es als „schön geschriebene Analyse“, welche verdeutlicht, in welchem Umfang Flüchtlingsströme von Staaten genutzt werden, um die politischen Entscheidungen anderer beteiligter Protagonisten zu beeinflussen.[5]
- Adam Luedtke, City University of New York, stellt 2012 in seiner Buchrezension fest, dass Kelly Greenhill die erste Politikwissenschaftlerin ist, die sich mit der Definition und Analyse von „coercive engineered migration“ (CEM) beschäftigt und Migration als politisch strategische Option für Staaten wissenschaftlich thematisiert.[6]
- Die Zeitschrift Cicero führte im November 2015 ein Interview mit der Autorin, in dem sie die in ihrem Buch vertretene Theorie von Flüchtlingen als politisches Instrument auf das  Verhältnis der Türkei gegenüber Europa überträgt.[7]